# (5361) Goncharov
(5361) Goncharov (1976 YC2) – planetoida z pasa głównego asteroid okrążająca Słońce w ciągu 5,55 lat w średniej odległości 3,13 j.a. Odkryta 16 grudnia 1976 roku.